# Vergeten Speelgoed
Vergeten speelgoed is een animatieserie waarin de avonturen van twee verloren geraakte stukken speelgoed, die proberen thuis te geraken, worden gevolgd. Het programma werd uitgezonden op Ketnet en wordt regelmatig heruitgezonden rond sinterklaastijd.

## Het verhaal
Teddy (een norse teddybeer) en Annie (een verfijnde lappenpop) denken dat ze met hun baasjes op vakantie gaan. Maar wanneer ze merken dat ze op een transportband op de luchthaven rondjes draaien, beseffen ze dat ze vergeten zijn. Ze willen koste wat kost de weg naar huis terugvinden en dat gebeurt niet zonder moeilijkheden. Ze geraken op allerlei plekken en beleven er allerlei avonturen. Ze maken dikwijls ruzie, maar kunnen eigenlijk niet zonder elkaar.

## Film
Deze serie is gebaseerd op de succesvolle gelijknamige animatiefilm Vergeten speelgoed (originele naam: The Forgotten Toys). Deze film was dan weer gebaseerd op een boek van James Stevenson: The Night after Christmas.